# 소닉 X
《소닉 X》는 소닉 더 헤지혹 시리즈의 애니메이션으로, 2003년 4월 6일부터 TV 도쿄 계열 방송국을 통해 방영되었고 이듬해인 2004년 3월에 52화를 끝으로 1기의 방송이 종료되었고 2005년부터 2기가 총 26화 분량으로 방영되었다. 총 78화의 분량으로 애니메이션이 완결되었다. 대한민국에서는 일본 방영 6년 만인 2009년 7월 6일부터 12월 30일까지 1기(1~52화)를, 2010년 2월 22일부터 4월 30일까지 2기(53~78화) 방영분을 재능TV를 통해 방영되었다.

## 스토리 소개
전설의 7개의 돌 카오스 에메랄드를 둘러싸고, 악의 천재 과학자 닥터 에그맨과 격렬한 싸움을 계속해온 소닉과 친구들. 하지막 소닉이 에그맨의 기지에 돌입한 바로 그 때, 카오스 에메랄드 7개가 모두 갖추어지고 이에 따라 막강한 카오스 컨트롤이 발생한다. 그로 인해 소닉 일행은 시공을 뛰어 넘어 인간 세계로 흩어지게 된다. 이후 소닉은 마음씨 고운 소년 크리스와 만나게 되었으나 다른 동료들은 그만 세계 각지에 뿔뿔히 흩어져 버린지라 종적을 찾을 수 없게 되어 버린다. 소닉은 세계 정복의 야욕을 불태우는 에그맨을 저지하기 위해 동료들과 다시 만나야 했다.

## 캐릭터 소개

### 소닉 일행의 세계
- 소닉 더 헤지혹 (한국판 성우: 엄상현)

- 마일즈 테일즈 프로워 (한국어판 성우: 이선호)
- 너클즈 디 에키드나 (한국어판 성우: 홍범기)
- 에이미 로즈 (한국어판 성우: 이영란)
- 크림 더 래빗 (한국어판 성우: 윤성혜)

### 인간 세계
- 크리스토퍼 손다이크 (한국어판 성우: 이미자)
- 샘 스피드 (한국어판 성우: 홍범기)
- 헬렌
- 스튜어트 선생
- 엘라
- 타나카
- 크리스의 부모님
- 처크 손다이크 (한국어판 성우: 김기흥)
- 에드워드

### 카오틱스 탐정 사무소
- 에스피오 더 카멜레온
- 벡터 더 크로커다일
- 챠미 비

### 에그맨 일당
- Dr.에그맨(아이보 로보트닉) (한국어판 성우: 박영화)
- 울퉁
- 불퉁
- 메신저 로봇
- 다크 오크

### 기타 등장인물
- 루즈 더 뱃 (한국어판 성우: 김희진)
- 섀도우 더 헤지혹 (한국어판 성우: 정재헌)
- E-101 베타
- E-102 감마
- Pr.제럴드 로보트닉
- 마리아 로보트닉
- 몰리
- 코스모